# Żady

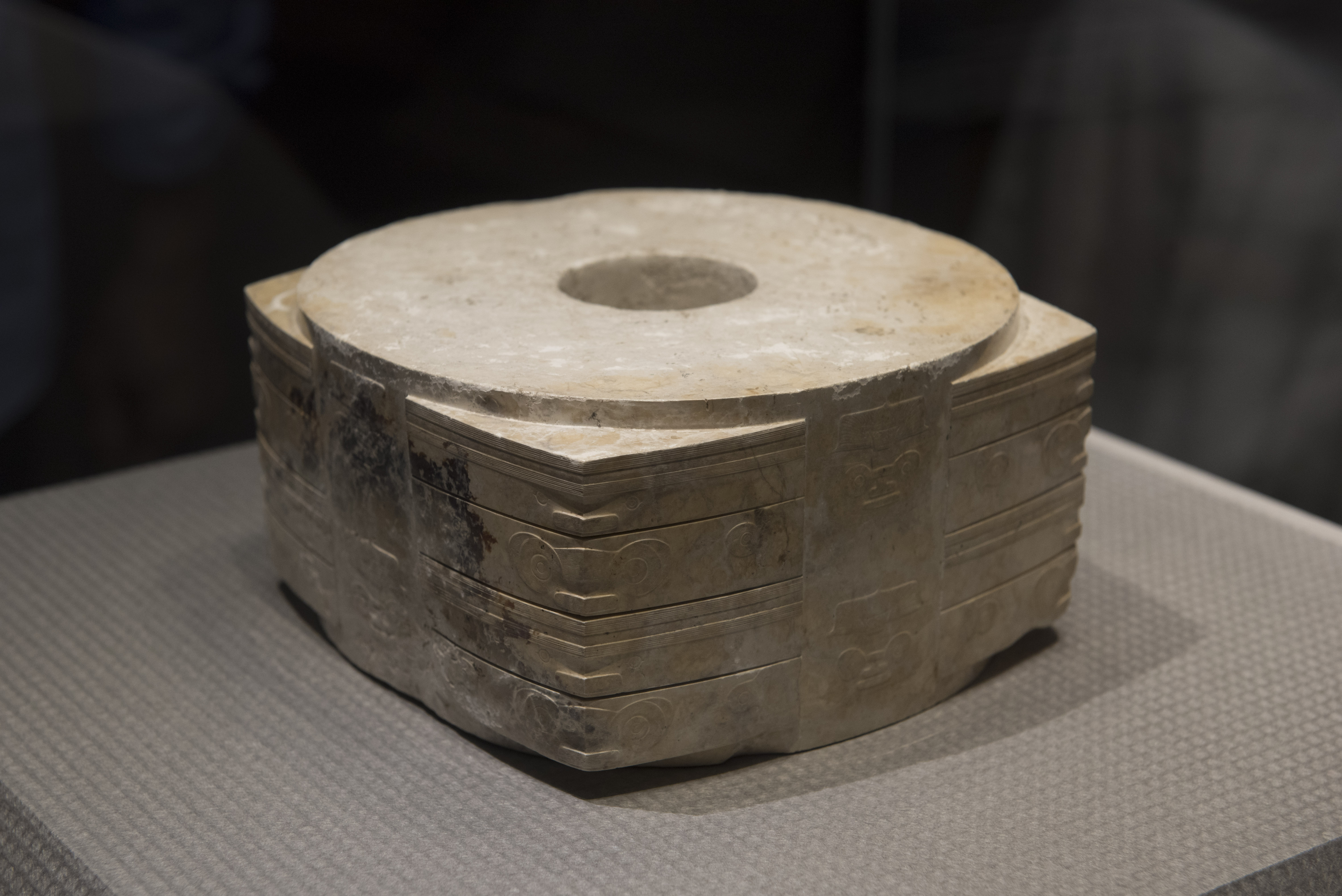
Królewski cong z żadu znaleziony na cmentarzysku kultury Liangzhu. Muzeum Prowincji Zhejiang

Żad – zwyczajowa oraz gemmologiczna wspólna nazwa nefrytu (żad nefrytowy) i jadeitu (żad jadeitowy).
Jest potoczną nazwą dawniej stosowaną w stosunku do dwóch, podobnych do siebie z wyglądu i często mylonych skał. Obecnie do tej grupy zalicza się trzy rodzaje skał:
- jadeit – zbudowany z piroksenów.
- nefryt – zbudowany z amfiboli.
- maw-sit-sit – zbudowany z piroksenów, spineli, amfiboli i chlorytów[1]

Początkowo oba te kamienie uważano za ten sam minerał, który określano mianem jade (żad). Także w chińskiej tradycji oba minerały nazywane są 玉 yù.
Dopiero w 1863 r. Francuz Damour udowodnił, że ten zwięzły kamień, który znano od 7000 lat, w rzeczywistości stanowi dwa różne minerały.
Ich rozróżnienie jest trudne, co może być powodem tego, że słowo żad nadal obowiązuje jako pojęcie nadrzędne.
Nazwa pochodzi z okresu zdobywania przez Hiszpanów Ameryki Środkowej i Południowej. Oznacza "piedra de ijada" czyli kamień lędźwiowy. Minerał ten uważano za środek profilaktyczny i leczniczy w przypadku dolegliwości nerek.

## Cechy szczególne
- Oba minerały są do siebie podobne zewnętrznie.
- Jadeit – topi się w płomieniu dmuchawy, tworząc przezroczystą perłę i dopiero w takiej postaci rozpuszcza się w kwasie solnym.
- Nefryt – topi się w płomieniu dmuchawy, nie rozpuszcza się w kwasach.
- Wyraźnie różnią się gęstością (jadeit jest twardszy).
- Jadeit znacznie rzadziej występuje na Ziemi, jest przez to cenniejszy od pospolitego nefrytu.
- Nazwą żad określa się też (nieprawidłowo) wiele innych kamieni ozdobnych o wyglądzie podobnym do jadeitu lub nefrytu np. żad alaska (pektolitowy) = żad maw-sit-sit, żad albitowy, żad indyjski, nowy żad = żad koreański.

Żady są kamieniami znanymi od bardzo dawna na Wschodzie, szczególnie w Chinach. Przed ponad 2000 lat w Chinach wyrabiano z niego figurki i inne symbole kultu religijnego.
W przedkolumbijskiej Ameryce Środkowej żad był ceniony bardziej od złota. Z powodu hiszpańskiej konkwisty wysoki poziom obróbki żadu w Ameryce gwałtownie się obniżył. W Chinach ta sztuka rozwijała się nadal.
Dzięki wyjątkowo dużej spoistości, a stosunkowo niewielkiej twardości, już w czasach prehistorycznych wyrabiano z nich broń i narzędzia codziennego użytku.